# Parlamentswahl in Indien 1967
Die Parlamentswahl in Indien 1967 fand vom 15. bis 21. Februar 1967 statt. Bei der Wahl wurde über die Zusammensetzung der zweiten Kammer des indischen Parlaments, der Lok Sabha, entschieden. Parallel dazu fanden Wahlen zu den Bundesstaatsparlamenten der meisten Bundesstaaten statt. Die Wahl endete mit deutlichen Stimmen- und Sitzverlusten der regierenden Kongresspartei unter der erst seit dem Vorjahr im Amt befindlichen neuen Premierministerin Indira Gandhi. Die Kongresspartei verlor mehr als ein Fünftel der Parlamentssitze und die bisherige Mehrheit in vielen Bundesstaaten. Gewinne erzielten vor allem die konservativen Oppositionsparteien, zum geringeren Teil aber auch die Sozialisten und Kommunisten. Trotz der Verluste behauptete die Kongresspartei ihre Parlamentsmehrheit und konnte im Anschluss an die Wahl erneut die Regierung bilden (Kabinett Indira Gandhi I).

## Vorgeschichte

### Auseinandersetzungen um die Nachfolge Nehrus

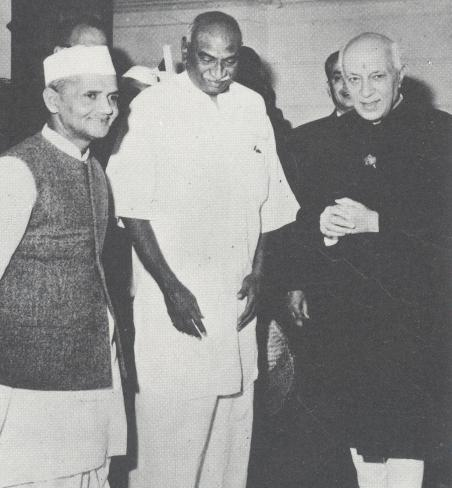
Jawaharlal Nehru (rechts) mit Lal Bahadur Shastri (links) und K. Kamaraj (Mitte), ca. 1960

Während der vorangegangenen fünfjährigen Legislaturperiode seit der letzten Wahl 1962 hatten sich weitreichende Entwicklungen ergeben. Das innenpolitisch einschneidendste Ereignis war der Tod Jawaharlal Nehrus am 27. Mai 1964 nach vorausgehender längerer Krankheit. Nehru war ab der Unabhängigkeit Indiens 1947 Regierungschef und seit der Gründung der Republik Indien im Jahr 1950 bis zu seinem Tod ununterbrochen Premierminister gewesen und hatte den innen- und außenpolitischen Kurs Indiens wesentlich bestimmt. Innenpolitisch hatte er eine sozialistisch inspirierte Politik der zentralen Planwirtschaft unter weitgehender staatlicher Kontrolle vorangetrieben. In vielerlei Hinsicht war hier die Sowjetunion ein Vorbild. Diese Politik war auch innerhalb seiner Partei, der Kongresspartei nicht unumstritten, und hatte im Jahr 1959 zur Abspaltung einer Fraktion unter C. Rajagopalachari und anderen Führungspersonen geführt, die in den folgenden Jahren als ‚Swatantra-Partei‘ zur wichtigsten liberal-konservativen Oppositionspartei avancierte. Nach dem Tod Nehrus war seine Nachfolge zunächst unklar. Es gab keinen designierten Nachfolger, sondern nur eine Reihe von regional einflussreichen Parteiführern des Kongresses. Besondere Bedeutung gewann eine Gruppe von Kongresspolitikern aus den Nicht-Hindi-Bundesstaaten, die unter der Bezeichnung „Syndikat“ bekannt wurden. Zum ‚Syndikat‘ zählten K. Kamaraj, der ehemalige Chief Minister von Madras, Neelam Sanjiva Reddy, Kongressparteiführer und Chief Minister von Andhra Pradesh, S. Nijalingappa, der Chief Minister von Mysore, Atulya Ghosh, Führer des Kongresses in Westbengalen und S. K. Patil, führender Kongresspolitiker in Maharashtra.

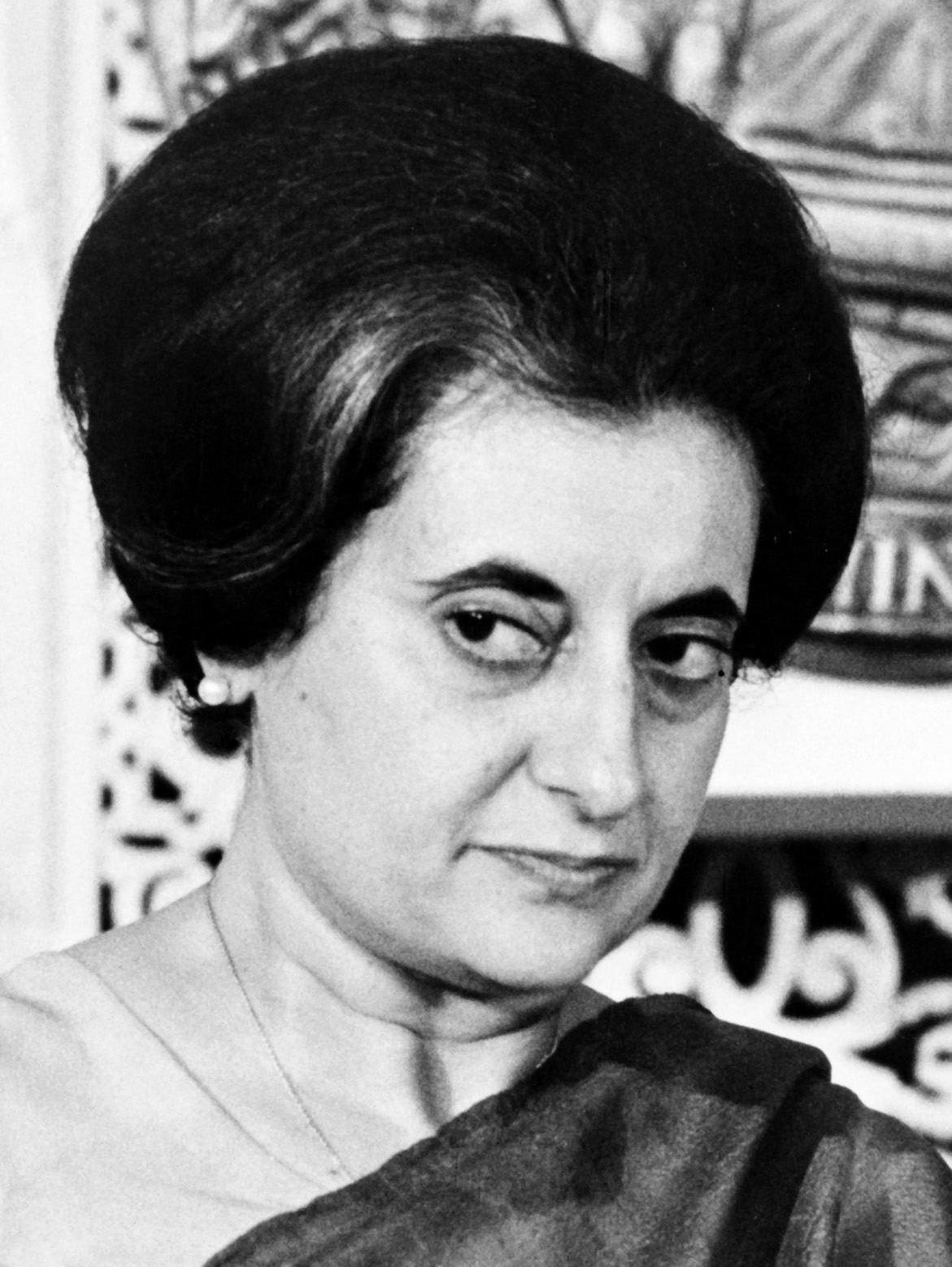
Indira Gandhi (1966)

Gemeinsam übte das ‚Syndikat‘ wesentlichen Einfluss im Congress Working Committee, dem Exekutivorgan des Kongresses aus und wollte die erneute Bildung einer starken Zentralgewalt in Delhi verhindern. Der anfänglich aussichtsreichste Kandidat für die Nachfolge Nehrus, Finanzminister Morarji Desai, wurde zugunsten eines wesentlich schwächer erscheinenden Kandidaten, Lal Bahadur Shastri, übergangen. Shastri wurde 1964 zum neuen Premierminister gewählt. Die Amtszeit Shastris währte jedoch nicht sehr lange. Am 11. Januar 1966 starb er überraschend während der Konferenz von Taschkent in der Sowjetunion, einen Tag nachdem er ein Abkommen mit dem pakistanischen Machthaber Muhammad Ayub Khan unterzeichnet hatte. Danach stellte sich erneut die Nachfolgefrage und wieder machte das ‚Syndikat‘ seinen Einfluss geltend. Schließlich wurde die Tochter Nehrus, Indira Gandhi, die bereits Ministerin im Kabinett Shastri gewesen war, zur neuen Premierministerin gewählt.

### Grenzkrieg mit China 1962 und Krieg mit Pakistan 1965
In den 5 Jahren zwischen 1962 und 1967 kam es zu zwei kriegerischen Auseinandersetzungen. Seit den Tagen Britisch-Indiens hatte es Unklarheiten über den genauen Verlauf der Grenzen zwischen Indien und China gegeben. Diese Unklarheiten betrafen zwei Gebiete, zum einen den größten Teil des Gebiets der North-East Frontier Agency (NEFA, späterer Bundesstaat Arunachal Pradesh) und zum anderen den Grenzverlauf im Bereich des Bundesstaats Jammu und Kashmir (Aksai Chin). In den 1950er Jahren war die chinesische Seite bemüht, die Differenzen herunterzuspielen, obwohl klar war, dass hier unterschiedliche Standpunkte bestanden. Das Verhältnis Indiens zur Volksrepublik China verschlechterte sich jedoch deutlich, als der Dalai Lama nach dem Tibetischen Aufstand von 1959 aus Tibet nach Indien floh, wo ihm Nehru Asyl gewährte. In Indien formierte der Dalai Lama eine tibetische Exilregierung. In der folgenden Zeit kam es zu wiederholten Gefechten entlang der strittigen Grenzen. Am 20. Oktober 1962 startete die chinesische Volksbefreiungsarmee eine massive Offensive im Bereich von NEFA und Aksai Chin und besetzte die strittigen Gebiete. Nach dem Waffenstillstand am 21. November 1962 zogen sich die chinesischen Streitkräfte wieder aus der NEFA zurück, Aksai Chin verblieb jedoch dauerhaft unter chinesischer Kontrolle. Auch wenn das im Himalaya gelegene, fast unbesiedelte Aksai Chin schon zuvor größtenteils nicht wirklich unter indischer Kontrolle gestanden hatte, bedeutete diese militärische Niederlage für die Regierung Nehru einen Prestigeverlust.
Der zweite Krieg ergab sich im Jahr 1965 mit Pakistan. Im August überschritten mehr als 20.000 pakistanische Armeeangehörige, die aus Azad Kashmir, dem unter pakistanischer Kontrolle befindlichen Teil Kashmirs rekrutiert worden waren, in Zivilkleidung die Grenze zum indischen Teil Kashmirs. Ziel war es, die mehrheitlich muslimische Bevölkerung im indischen Teil Kashmirs zum Aufstand gegen Indien zu bewegen. Der Plan misslang jedoch gründlich. Es kam zu keinem Aufstand, sondern zu einem direkten militärischen Konflikt, der anfänglich auf Kashmir beschränkt war, sich dann aber rasch auf die gesamte Grenze zwischen Indien und Westpakistan ausweitete. Der Konflikt, bei dem Indien längerfristig gesehen am längeren Hebel saß, endete am 23. September 1965 mit dem Abschluss des Waffenstillstandes. Im Wesentlichen wurde der territoriale Status quo bestätigt.

### Änderungen bei den Bundesstaaten und Unionsterritorien
Seit der Unabhängigkeit 1947 gab es sezessionistische Tendenzen in den Siedlungsgebieten der Naga an der Nordostgrenze Indiens, die zeitweise den Einsatz der indischen Armee notwendig machten. 1957 wurde die zentrale Forderung der Naga-Politiker nach administrativer Zusammenlegung der Naga-Siedlungsgebiete erfüllt und als neue administrative Einheit die Naga Hills-Tuensang Area geschaffen. Mit Wirkung vom 4. September 1962 wurde das Territorium unter dem Namen ‚Nagaland‘ ein vollwertiger indischer Bundesstaat.
Nachdem es jahrelange Unruhen im Punjab gegeben hatte, weil die dort lebenden Sikhs einen eigenen Bundesstaat mit Sikh-Mehrheit forderten, entschloss sich Indira Gandhi 1966 zur Teilung des Bundesstaats. Dabei wurde der Hindi-Bundesstaat Haryana neu gebildet. Im neuen, verkleinerten Punjab bildeten die Sikhs die Mehrheit und Panjabi wurde dort Amtssprache. Punjab und Haryana spielten außerdem eine zentrale Rolle bei der Umsetzung der von Regierung vorangetriebenen „Grünen Revolution“ zur Steigerung der landwirtschaftlichen Produktion.
Nachdem Pondicherry 1962 auch de jure von Frankreich an Indien übergegangen war (de facto schon 1954), wurde daraus (zusammen mit Karikal, Mahé and Yanam) mit dem 14. Verfassungszusatz das Unionsterritorium gleichen Namens gebildet. Mit dem Union Territories (Direct Election to the House of the People) Act, 1965 erhielten die drei Unionsterritorien Andamanen und Nikobaren, Lakkadiven, Amindiven und Minicoy und Dadra und Nagar Haveli das Recht, je einen Lok-Sabha-Abgeordneten direkt zu wählen. Bei der Wahl 1962 hatte noch der Staatspräsident die Vertreter dieser Unionsterritorien ernannt.
Ende 1965 verabschiedete das Parlament von Jammu und Kashmir eine Verfassungsänderung, nach der zukünftig die Abgeordneten von Jammu und Kashmir für die Lok Sabha direkt in Wahlkreisen gewählt werden sollten. Bei den vorangegangenen Wahlen waren diese Abgeordneten durch den indischen Staatspräsidenten auf Vorschlag des Parlaments von Jammu und Kashmir ernannt worden.

### Parteien und Wahlkampf
Nach der vorangegangenen landesweiten Wahl 1962 hatte die Zentrale Wahlkommission 14 Parteien in mindestens einem der Bundesstaaten (ohne Jammu und Kashmir) anerkannt und ihnen ein Wahlsymbol zugeteilt. Im Jahr 1964 ergaben sich zwei wesentliche Veränderungen. Zum einen kam es zur Spaltung der Kommunistischen Partei Indiens (CPI). Aus dem abgespaltenen Flügel formierte sich die Communist Party of India (Marxist) (CPM), die durch die Wahlkommission in den Bundesstaaten Kerala, Westbengalen und Andhra Pradesh anerkannt wurde und ein neues Wahlsymbol erhielt (Hammer und Sichel mit Stern). Im Juli 1964 fusionierten die Praja Socialist Party (PSP) und die Sozialistische Partei (SPI) zur Samyukta Socialist Party (SSP, „Vereinigte Sozialistische Partei“). Die fusionierte Partei wurde ebenfalls durch die Wahlkommission anerkannt und erhielt das bisherige Wahlsymbol der PSP (die Hütte). Die letztere Fusion erwies sich jedoch als kurzlebig und im Januar 1965 gründeten ehemalige PSP-Mitglieder die Praja Socialist Party neu. Es entspann sich ein längerer Streit um das Wahlsymbol, das die PSP nach einer Entscheidung des Obersten Gerichts 1965 schließlich zurückerhielt. Die SSP erhielt als Wahlsymbol den Baum, das Wahlsymbol der alten Sozialistischen Partei. Kurz vor der Wahl 1967 gab es insgesamt 23 Parteien mit reservierten Symbolen in verschiedenen Bundesstaaten.
Im Wahlkampf vertraten die großen Parteien im Wesentlichen ihre schon bei der Wahl 1962 deutlich gemachten Standpunkte. Der Kongress betonte seine integrative Kraft unabhängig von Partikularinteressen. Swatantra forderte vor allem ein Ende der Planwirtschaft mit den Fünfjahresplänen, eine Liberalisierung der Wirtschaft und die außenpolitische Öffnung Indiens zu den Vereinigten Staaten und Westeuropa. Ganz im Gegensatz dazu forderten die Kommunisten die Aufkündigung der US-amerikanischen Wirtschaftshilfen und eine vollständige Verstaatlichung der Industrien. Die Sozialisten nahmen Standpunkte zwischen Kongress und Kommunisten ein, und die hindunationalistische Bharatiya Jana Sangh forderte eine entschiedenere, stärker national betonte Politik der Hindu-Interessen vor allem gegenüber Pakistan und der Volksrepublik China.

## Wahlkreiseinteilung
Aufgrund des Bevölkerungswachstums mussten die Grenzen der Wahlkreise erneut angepasst werden. Diese Aufgabe übernahm die Indische Abgrenzungskommission (Delimitation Commission of India), die auf Basis des Zensus von 1961 Indien in 520 Lok Sabha-Wahlkreise einteilte. Entsprechend den Bestimmungen der indischen Verfassung wurden dabei Wahlkreise für Angehörige der Scheduled Castes (SC) und der Scheduled Tribes (ST) reserviert.

Verteilung der Wahlkreise (1 Quadrat = 1 Abgeordneter) auf die Bundesstaaten und Unionsterritorien

| Nr     | Bundesstaat/ Unionsterritorium    | Wahlkreise | Wahlkreise | Wahlkreise | Wahlkreise |
| Nr     | Bundesstaat/ Unionsterritorium    | Allgemein  | SC         | ST         | Gesamt     |
| ------ | --------------------------------- | ---------- | ---------- | ---------- | ---------- |
| 1      | Andamanen und Nikobaren           | 1          | 0          | 0          | 1          |
| 2      | Andhra Pradesh                    | 33         | 6          | 2          | 41         |
| 3      | Assam                             | 11         | 1          | 2          | 14         |
| 4      | Bihar                             | 41         | 7          | 5          | 53         |
| 5      | Chandigarh                        | 1          | 0          | 0          | 1          |
| 6      | Dadra und Nagar Haveli            | 0          | 0          | 1          | 1          |
| 7      | Delhi                             | 6          | 1          | 0          | 7          |
| 8      | Goa, Daman und Diu                | 2          | 0          | 0          | 2          |
| 9      | Gujarat                           | 19         | 2          | 3          | 24         |
| 10     | Haryana                           | 7          | 2          | 0          | 9          |
| 11     | Himachal Pradesh                  | 5          | 1          | 0          | 6          |
| 12     | Jammu und Kashmir                 | 6          | 0          | 0          | 6          |
| 13     | Kerala                            | 17         | 2          | 0          | 19         |
| 14     | Lakkadiven, Amindiven und Minicoy | 0          | 0          | 1          | 1          |
| 15     | Madhya Pradesh                    | 24         | 5          | 8          | 37         |
| 16     | Madras                            | 32         | 7          | 0          | 39         |
| 17     | Maharashtra                       | 39         | 3          | 3          | 45         |
| 18     | Manipur                           | 1          | 0          | 1          | 2          |
| 19     | Mysore                            | 23         | 4          | 0          | 27         |
| 20     | Nagaland                          | 1          | 0          | 0          | 1          |
| 21     | Orissa                            | 12         | 3          | 5          | 20         |
| 22     | Pondicherry                       | 1          | 0          | 0          | 1          |
| 23     | Punjab                            | 10         | 3          | 0          | 13         |
| 24     | Rajasthan                         | 16         | 4          | 3          | 23         |
| 25     | Tripura                           | 1          | 0          | 1          | 2          |
| 27     | Uttar Pradesh                     | 67         | 18         | 0          | 85         |
| 28     | Westbengalen                      | 30         | 8          | 2          | 40         |
| Gesamt | Gesamt                            | 406        | 77         | 37         | 520        |

## Wahlbeteiligung
Die Wahlbeteiligung lag im Mittel bei 61,04 %, variierte aber regional stark. Von den Bundesstaaten war sie mit über 75 % am höchsten in Kerala und Madras und (wie schon bei der vorangegangenen Wahl) am niedrigsten in Orissa mit 43,7 %.

Wahlbeteiligung nach Bundesstaaten und Unionsterritorien

| Bundesstaat oder Unionsterritorium | Wahl- berechtigte | Wähler      | Wahl- beteiligung | Ungültige Stimmen |
| ---------------------------------- | ----------------- | ----------- | ----------------- | ----------------- |
| Andamanen und Nikobaren            | 47.064            | 36.924      | 78,45 %           | 0,52 %            |
| Andhra Pradesh                     | 21.091.212        | 14.124.097  | 66,97 %           | 3,89 %            |
| Assam                              | 5.741.959         | 3.157.355   | 54,99 %           | 5,37 %            |
| Bihar                              | 27.729.950        | 14.289.861  | 51,53 %           | 4,50 %            |
| Chandigarh                         | 76.232            | 49.829      | 65,36 %           | 1,35 %            |
| Dadra und Nagar Haveli             | 29.564            | 23.144      | 78,28 %           | 8,19 %            |
| Delhi                              | 1.684.714         | 1.170.743   | 69,49 %           | 4,24 %            |
| Goa, Daman und Diu                 | 418.394           | 286.050     | 68,37 %           | 2,89 %            |
| Gujarat                            | 10.692.948        | 6.818.682   | 63,77 %           | 4,85 %            |
| Haryana                            | 4.386.711         | 3.185.295   | 72,61 %           | 4,18 %            |
| Himachal Pradesh                   | 1.582.315         | 810.128     | 51,20 %           | 4,12 %            |
| Jammu und Kashmir                  | 1.632.522         | 872.104     | 53,42 %           | 3,38 %            |
| Kerala                             | 8.616.556         | 6.517.765   | 75,64 %           | 3,78 %            |
| Lakkadiven, Minicoy und Amindiven  | 14.505            | 11.897      | 82,02 %           | 0,76 %            |
| Madhya Pradesh                     | 18.393.340        | 9.833.743   | 53,46 %           | 5,89 %            |
| Madras                             | 20.796.700        | 15.922.449  | 76,56 %           | 3,04 %            |
| Maharashtra                        | 22.225.473        | 14.391.706  | 64,75 %           | 5,07 %            |
| Manipur                            | 483.049           | 324.796     | 67,24 %           | 2,97 %            |
| Mysore                             | 12.778.996        | 8.044.053   | 62,95 %           | 4,76 %            |
| Nagaland                           | 214.951           | –           | –                 | –                 |
| Orissa                             | 9.883.171         | 4.318.749   | 43,70 %           | 5,95 %            |
| Pondicherry                        | 216.689           | 162.193     | 74,85 %           | 2,05 %            |
| Punjab                             | 6.311.501         | 4.489.663   | 71,13 %           | 4,55 %            |
| Rajasthan                          | 12.176.265        | 7.095.560   | 58,27 %           | 3,96 %            |
| Tripura                            | 601.964           | 450.521     | 74,84 %           | 2,61 %            |
| Uttar Pradesh                      | 42.131.487        | 22.966.855  | 54,51 %           | 5,15 %            |
| Westbengalen                       | 20.249.169        | 13.370.449  | 66,03 %           | 3,80 %            |
| Gesamt                             | 250.207.401       | 152.724.611 | 61,04 %           | 4,47 %            |

1. 1 2 3  In Nagaland fand keine Wahl statt. Nach der Bildung des Bundesstaates Nagaland 1962 und den ersten Wahlen zum lokalen Parlament 1964 hatte die Indische Wahlkommission dort zwei politische Parteien anerkannt, die Naga Nationalist Organisation (NNO) und die Democratic Party of Nagaland. Letztere löste sich jedoch im Mai 1965 wieder auf. Vor der Wahl 1967 war die NNO die einzige durch die Wahlkommission anerkannte Partei in Nagaland (auch die Kongresspartei war dort nicht registriert). Bei der Wahl 1967 gab es keinen Gegenkandidaten zum NNO-Kandidaten, so dass dieser für automatisch gewählt erklärt wurde.

## Ergebnisse

Gewonnene Mandate:

Zusammensetzung der neu gewählten Lok Sabha (Farbgebung wie oben). Die ideologische Ausrichtung der unabhängigen Abgeordneten ist nicht sicher auszumachen. Sie sind daher in der Mitte des politischen Spektrums einsortiert. Drei Abgeordnete wurden nicht gewählt, sondern durch den Staatspräsidenten ernannt.
1. Kommunistisch-sozialistische Parteien: 82
2. Kongresspartei: 283
3. Konservative, Regional- und Interessenparteien, Unabhängige: 120
4. Hindu-Nationalisten: 35
5. Vom Präsidenten ernannt: 3

Die Wahl endete mit deutlichen Verlusten der regierenden Kongresspartei. Sie erhielt 40,8 % der Stimmen und damit 3,9 % weniger als bei der Wahl 1962. Wesentlich dramatischer waren die Verluste an Parlamentssitzen. Hier rutschte der Kongress von zuvor 73,1 % auf 54,4 % ab und verlor damit mehr als ein Viertel der bisherigen Parlamentssitze. Die schwersten Verluste erlitt die Partei in Madras (1962: 31 Wahlkreise für den Kongress, 1967: 3), Uttar Pradesh (1962: 62, 1967: 47), Westbengalen (1962: 22, 1967: 14) und Orissa (1962: 14, 1962: 6). In Kerala konnte die Kongresspartei nur einen der 19 Wahlkreise gewinnen und in Delhi gingen 6 von 7 Wahlkreisen an die hindunationalistische Bharatiya Jana Sangh (BJS). Hauptgewinner waren die konservativen Parteien. Die Swatantra-Partei steigerte ihren Stimmenanteil von 7,9 % auf 8,7 % und konnte ihre Mandate von 18 auf 44 mehr als verdoppeln. Schwerpunkte von Swatantra waren die Bundesstaaten Gujarat, Orissa, Rajasthan und Madras. Im hindunationalistischen Lager hatte sich die BJS als dominierende Kraft etabliert. Die ideologisch konkurrierende Hindu Mahasabha spielte kaum eine Rolle mehr und Ram Rajya Parishad hatte sich mittlerweile ganz aufgelöst. Die BJS, die bei der letzten Wahl stimmenmäßig noch auf Platz 5 gelegen hatte, wurde zur zweitstärksten Partei und steigerte ihren Mandatsanteil von 14 auf 35 Abgeordnete. Die BJS schnitt neben Delhi auch in Uttar Pradesh und Madhya Pradesh besonders gut ab.

Im linken politischen Spektrum waren die Kommunisten durch die 1964 erfolgte Spaltung ihrer Bewegung geschwächt. Hinsichtlich der Gesamtzahl der für sie abgegebenen Stimmen verzeichneten die Kommunisten geringe Stimmenverluste. In Bezug auf ihren Mandatsanteil konnten sie sich jedoch steigern (1962: 5,9 % für die CPI, 1967: 4,4 % CPI und 3,7 % CPM), jedoch verteilten sich die Mandate jetzt auf zwei kommunistische Parteien. Die Sozialisten waren ebenfalls durch die Spaltung in Samyukta Socialist Party und Praja Socialist Party (PSP) beeinträchtigt und kamen zusammen auf knapp 8 % Stimmenanteil und 6,9 % Mandatsanteil. Damit erhielten sie anteilsmäßig weniger Stimmen als 1962 (damals 10,5 % für PSP und SPI), jedoch mehr Mandate (1962: 3,6 %).
Zu den klassischen Links- und Rechtsparteien kamen eine Vielzahl von Regionalparteien und parteiunabhängigen Mandatsträgern. Bemerkenswert war das Abschneiden der tamilisch-nationalistischen Dravida Munnetra Kazhagam, die 25 der 39 Wahlkreise von Madras gewann.

### Gesamtergebnis
| Partei                              | Kürzel | Stimmen     | Stimmen  | Stimmen | Sitze | Sitze | Sitze   |
| Partei                              | Kürzel | Zahl        | %        | +/-     | Zahl  | +/-   | %       |
| ----------------------------------- | ------ | ----------- | -------- | ------- | ----- | ----- | ------- |
| Indischer Nationalkongress          | INC    | 59.490.701  | 40,78 %  | ▼3,94 % | 283   | ▼78   | 54,4 %  |
| Bharatiya Jana Sangh                | BJS    | 13.580.935  | 9,31 %   | ▲2,87 % | 35    | ▲21   | 6,7 %   |
| Swatantra-Partei                    | SWA    | 12.646.847  | 8,67 %   | ▲0,78 % | 44    | ▲26   | 8,5 %   |
| Communist Party of India            | CPI    | 7.458.396   | 5,11 %   | ▼4,83 % | 23    | ▼6    | 4,4 %   |
| Samyukta Socialist Party            | SSP    | 7.171.627   | 4,92 %   | (neu)   | 23    | (neu) | 4,4 %   |
| Communist Party of India (Marxist)  | CPM    | 6.246.522   | 4,28 %   | (neu)   | 19    | (neu) | 3,7 %   |
| Dravida Munnetra Kazhagam           | DMK    | 5.529.405   | 3,79 %   | ▲1,78 % | 25    | ▲18   | 4,8 %   |
| Praja Socialist Party               | PSP    | 4.456.487   | 3,06 %   | ▼3,75 % | 13    | ▼1    | 2,5 %   |
| Republikanische Partei              | RPI    | 3.607.711   | 2,47 %   | ▼0,36 % | 1     | ▼2    | 0,2 %   |
| Bangla Congress                     | BAC    | 1.204.356   | 0,83 %   | (neu)   | 5     | (neu) | 1,0 %   |
| Peasants and Workers Party          | PWP    | 1.028.755   | 0,71 %   | ▲0,10 % | 2     | ▲2    | 0,4 %   |
| Akali Dal – Sant Fateh Singh        | ADS    | 968.712     | 0,66 %   | ▼0,06 % | 3     | ▬     | 0,6 %   |
| Forward Bloc                        | AIFB   | 627.910     | 0,43 %   | ▼0,29 % | 2     | ▬     | 0,4 %   |
| Muslimliga der Indischen Union      | MUL    | 413.868     | 0,28 %   | ▼0,08 % | 2     | ▬     | 0,4 %   |
| Jammu & Kashmir National Conference | JKNC   | 210.020     | 0,14 %   | (neu)   | 1     | (neu) | 0,2 %   |
| Jana Kranti Dal                     | JKD    | 183.211     | 0,13 %   | (neu)   | 1     | (neu) | 0,2 %   |
| All Party Hill Leaders’ Conference  | APHLC  | 112.492     | 0,08 %   | ▬       | 1     | ▬     | 0,2 %   |
| United Goans – Seqveria             | UGS    | 100.137     | 0,07 %   | (neu)   | 1     | (neu) | 0,2 %   |
| Andere                              | –      | 722.367     | 0,49 %   | –       | 0     | –     | 0,0 %   |
| Unabhängige Kandidaten              | Unabh. | 20.106.051  | 13,78 %  | ▲2,70 % | 35    | ▲15   | 6,7 %   |
| Gesamt                              | Gesamt | 145.866.510 | 100,00 % | –       | 519   | ▲26   | 100,0 % |

### Ergebnis nach Bundesstaaten und Unionsterritorien
Die folgende Tabelle zeigt die gewählten Abgeordneten nach Parteizugehörigkeit und Bundesstaaten bzw. Unionsterritorien.
| Bundesstaat/ Unionsterritorium    | Sitze | Hindu- nationalisten | Kongress- partei | Kommunist./ linkssoz. Parteien | Andere                |
| --------------------------------- | ----- | -------------------- | ---------------- | ------------------------------ | --------------------- |
| Andamanen und Nikobaren           | 1     |                      | INC 1            |                                |                       |
| Andhra Pradesh                    | 41    |                      | INC 35           | CPI 1                          | SWA 3 Unabh. 2        |
| Assam                             | 14    |                      | INC 10           | PSP 2 CPI 1                    | APHLC 1               |
| Bihar                             | 53    | BJS 1                | INC 34           | SSP 7 CPI 5 PSP 1              | JKD 1 Unabh. 4        |
| Chandigarh                        | 1     | BJS 1                |                  |                                |                       |
| Dadra und Nagar Haveli            | 1     |                      | INC 1            |                                |                       |
| Goa, Daman und Diu                | 1     |                      | INC 1            |                                | UGS 1                 |
| Delhi                             | 7     | BJS 6                | INC 1            |                                |                       |
| Gujarat                           | 24    |                      | INC 12           |                                | SWA 11 Unabh. 1       |
| Haryana                           | 9     | BJS 1                | INC 7            |                                | Unabh. 1              |
| Himachal Pradesh                  | 6     |                      | INC 6            |                                |                       |
| Jammu und Kashmir                 | 6     |                      | INC 5            |                                | JKNC 1                |
| Kerala                            | 19    |                      | INC 1            | CPM 9 CPI 3 SSP 3              | MUL 2 Unabh. 1        |
| Lakkadiven, Minicoy und Amindiven | 1     |                      |                  |                                | Unabh. 1              |
| Madhya Pradesh                    | 37    | BJS 10               | INC 24           |                                | SWA 1 Unabh. 2        |
| Madras                            | 39    |                      | INC 3            | CPM 4                          | DMK 25 SWA 6 Unabh. 1 |
| Maharashtra                       | 45    |                      | INC 37           | CPI 2 PWP 2 SSP 2 PSP 1        | Unabh. 1              |
| Manipur                           | 2     |                      |                  | CPI 1                          | Unabh. 1              |
| Mysore                            | 27    |                      | INC 18           | PSP 2 SSP 1                    | SWA 5 Unabh. 1        |
| Nagaland                          | 1     |                      |                  |                                | NNO 1                 |
| Orissa                            | 20    |                      | INC 6            | PSP 4 SSP 1                    | SWA 8 Unabh. 1        |
| Punjab                            | 13    | BJS 1                | INC 9            |                                | ADS 3                 |
| Pondicherry                       | 1     |                      | INC 1            |                                |                       |
| Rajasthan                         | 23    | BJS 3                | INC 10           |                                | SWA 8 Unabh. 2        |
| Tripura                           | 2     |                      | INC 2            |                                |                       |
| Uttar Pradesh                     | 85    | BJS 12               | INC 47           | SSP 8 CPI 5 PSP 2 CPM 1        | RPI 1 SWA 1 Unabh. 8  |
| Westbengalen                      | 40    |                      | INC 14           | CPM 5 CPI 5 AIFB 2 PSP 1 SSP 1 | BAC 5 Unabh. 7        |

## Nach der Wahl
Indischer Nationalkongress

Communist Party of India (Marxist)

Dravida Munnetra Kazhagam

Swatantra-Partei

Akali Dal

Andere Partei, president’s rule (in Kerala 1967, in Mysore und Haryana 1968), oder kein Chief Minister (Delhi, Andamanen und Nikobaren, Chandigarh, Dadra und Nagar Haveli)
Auch wenn die Kongresspartei die absolute Parlamentsmehrheit in der Lok Sabha behaupten konnte, wurde die Wahl von den meisten Beobachtern als deutliche Niederlage des Kongresses bewertet. Die Kongresspartei hatte ihr mit Abstand schlechtestes Ergebnis seit Gründung der Republik Indien 1950 erreicht. Der Kongress hatte seit der Unabhängigkeit in ununterbrochener Folge die Chief Minister in fast allen Bundesstaaten gestellt. Bei den jetzten Wahlen gingen viele Bundesstaatsregierungen der Kongresspartei verloren und es wurden Chief Minister gewählt, die anderen Parteien angehörten. Es schien für viele Beobachter nur noch eine Frage der Zeit, wann die Kongressregierung auch in Delhi durch eine Regierung der Opposition abgelöst werden würde. Viele trauten der neuen Premierministern Indira Gandhi nicht die nötige Führungskraft zu, den Kongress bei der nächsten Wahl erneut zu einem Sieg zu führen. Diese Einschätzung erwies sich als falsch. Indira Gandhi nahm in den folgenden Jahren einen deutlichen Kurswechsel vor, der sie in Konflikt mit alten Machteliten der Partei brachte und 1969 sogar zur Spaltung der Partei führte.